# イヴァノフ・ラズームニク
イヴァノフ・ラズームニク（ロシア語：Иванов-Разумник、1878年12月12日 - 1946年7月9日）20世紀ロシアの思想家、作家。本名はラズームニク・ヴァシリエヴィッチ・イヴァノフ。

## 生涯
トビリシの貧しい貴族の子弟として生まれる。サンクト・ペテルブルクの高等学校からペテルブルク大学の数学科へ進学。1901年に学生デモに参加し、1902年には逮捕され投獄。1904年にナロードニキの理論家ニコライ・ミハイロフスキーについての文章を雑誌『ロシア思想 Русская мысль』に発表し、その他『ロシアの富　Русском богатстве』『ロシア報知 Русские ведомости』への寄稿を開始する。1906年の著作『ロシア社会思想史　История русской общественной мысли』全2巻の発表は、イヴァノフ・ラズームニクを一気に有名にする。1908年には『インテリゲンチヤ　Обь интеллигенци』が出版され、これは日本でも大正13年に翻訳出版されている。1910年から1920年には社会革命党に急接近した。この頃からナロードニキ主義の立場からマルクス主義に対抗し、論陣を張る。
1917年から1918年、つまりロシア革命後に、アンドレイ・ベールイとセルゲイ・ムスティスラフスキーが編集する論文集『スキタイ人　Скифы』に参加。この本は、セルゲイ・エセーニンやアレクサンドル・ブロークなどのロシア詩人に多大な影響を与えた。1923年以降は言論活動の場を奪われ、1937年7月の逮捕・流刑をへて1943年に侵入したドイツ軍によってリトアニア・東プロイセンの避難民キャンプへ収容され、ミュンヘンで没する。1953年にニューヨークで出版された彼自身による回想録『監獄と流刑　Тюрьмы и ссылки』は、ソルジェニーツィンの『収容所群島』に資料として引用されている。